# Port lotniczy Charlottetown
Port lotniczy Charlottetown (IATA: YYG, ICAO: CYYG) – port lotniczy położony 5,6 km na północ od Charlottetown, w prowincji Wyspa Księcia Edwarda, w Kanadzie.

## Linie lotnicze i połączenia
- Air Canada Express obsługiwane przez Air Georgian (Halifax)
- Air Canada Express obsługiwane przez Air Canada Jazz (Halifax, Montreal-Trudeau, Ottawa, Toronto-Pearson)
- Delta Connection obsługiwane przez Comair (Nowy Jork-JFK) [sezonowo]
- East Coast Airways (Halifax)
- Sunwing Airlines (Varadero, Punta Cana, Toronto-Pearson) [sezonowo]
- WestJet (Toronto-Pearson)